# Mesnil-Raoul
Mesnil-Raoul ist eine französische Gemeinde im Département Seine-Maritime in der Region Normandie. Die Gemeinde befindet sich im Arrondissement Rouen, ist Teil des Kantons Le Mesnil-Esnard (bis 2015: Kanton Boos). Die Gesamtbevölkerung betrug zum 1. Januar 2022 1.210 Einwohner.

## Geographie
Mesnil-Raoul liegt etwa 18 Kilometer ostsüdöstlich von Rouen. Umgeben wird Mesnil-Raoul von den Nachbargemeinden Fresne-le-Plan im Norden und Osten, Bourg-Beaudouin im Südosten, La Neuville-Chant-d’Oisel im Süden und Südwesten sowie Montmain im Westen und Nordwesten. 
| Bevölkerungsentwicklung | Bevölkerungsentwicklung | Bevölkerungsentwicklung | Bevölkerungsentwicklung | Bevölkerungsentwicklung | Bevölkerungsentwicklung | Bevölkerungsentwicklung | Bevölkerungsentwicklung | Bevölkerungsentwicklung | Bevölkerungsentwicklung |
| ----------------------- | ----------------------- | ----------------------- | ----------------------- | ----------------------- | ----------------------- | ----------------------- | ----------------------- | ----------------------- | ----------------------- |
| Jahr                    | 1962                    | 1968                    | 1975                    | 1982                    | 1990                    | 1999                    | 2006                    | 2013                    | 2020                    |
| Einwohner               | 352                     | 353                     | 400                     | 475                     | 689                     | 725                     | 821                     | 903                     | 1126                    |

## Sehenswürdigkeiten

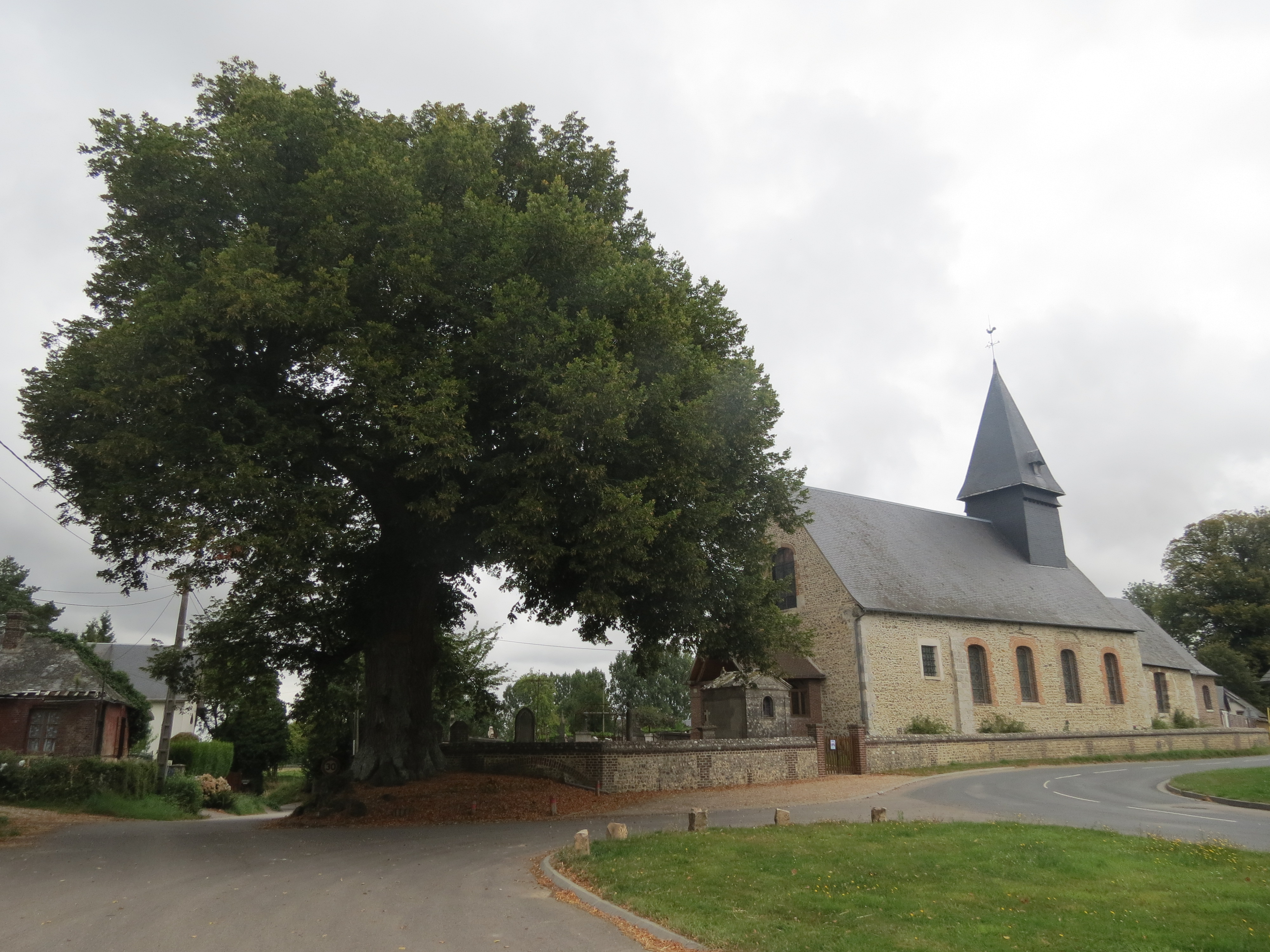
Kirche Saint-Jean-Baptiste

- Kirche Saint-Jean-Baptiste aus dem 11. Jahrhundert
- Museum für mechanische Musik
- Linde bei der Kirche